# Havasalföldi fejedelmek listája
Ez a táblázat Havasalföld uralkodóit sorolja fel uralkodásuk időrendi sorrendjében 1859-ig, a Moldvával való egyesülésig. Az egyes uralkodók nevei alatt fel van sorolva, hogy ha Moldvában is uralkodtak (ami a XVI. század végétől fordult elő), akkor milyen néven sorolhatók a moldvai fejedelmek listájába. Az uralkodók elnevezése (pl. XY moldvai fejedelem vagy XY havasalföldi fejedelem), ha két országban is uralkodtak, a korábban bírt ország szerint történt (pl. V. Sándor havasalföldi fejedelem és nem VII. Sándor moldvai fejedelem, mert Moldvában 1629-től uralkodott, Havasalföldön már 1623-tól). Az uralkodási időnél a betöltött évek és hónapok szerepelnek. Ahol hullámjel (~) van, ott majdnem betöltötte az adott személy az adott évet/hónapot.

## Önálló Havasalföld (1247–1600)
Havasalföld az alapítástól, 1277-től, de különösen 1290-től a Magyar Királyság függésében létezett. Ezt az 1330-as magyarok feletti győzelem időlegesen megváltoztatta, de a Magyar Királyságtól az 1526. évi mohácsi csatavesztésig nem volt teljesen független. A gondot a Basarab-ház különböző tagjainak egymással való két évszázados torzsalkodása jelentette. Az állam rövid virágzása I. Mircea (1386–1418), valamint IV. Vlad és IV. Radu korára (1482–1508) tehető. A törökök több támadást vezettek az ország ellen, de a végleges uralmat csak – a magyar történelemből Vitéz Mihályként ismert és rövid időre Havasalföldet, Moldvát és Erdélyt uraló – II. Mihály havasalföldi fejedelem halála (1601) után szerezhették meg.
| Portré | Uralkodóház     | Uralkodó                                                      | Román név                         | Uralkodott                                | Megjegyzés                                                                                               |
| ------ | --------------- | ------------------------------------------------------------- | --------------------------------- | ----------------------------------------- | --- |
| –      | nem ismert      | Litovoi                                                       | Litovoi                           | 1247–1277/1279 (30–32 év)                 | Nyugat-Olténiára terjedt ki uralma.                                                                      |
| –      | nem ismert      | Szeneszláv                                                    | Seneslau                          | 1247–1272/1275 (25–28 év)                 | Kelet-Olténia uralkodója.                                                                                |
| –      | nem ismert      | Bărbat                                                        | Bărbat                            | 1277/1279–1290 k. (kb. 13–11 év)          | Egyesítette a Havasalföldi területek törzseit, és uralma alatt létrehozta a Havasalföldi Fejedelemséget. |
| –      | Basarab-ház     | Tihamér † 1310                                                | Thocomerius, Tihomir              | 1290 k. – 1310 k. (kb. 20 év)             | |
|        | Basarab-ház     | I. Alapító Basarab János * 1270/1280 k. † 1352                | Basarab Întemeietorul             | 1310 k. – 1352? (kb. 42 év)               | Tihamér fia.                                                                                             |
|        | Basarab-ház     | I. Miklós Sándor † 1364. november 16.                         | Nicolae Alexandru                 | 1352–1364 ???? XI. 16. (12 év)            | I. Basarab fia.                                                                                          |
|        | Basarab-ház     | I. László * 1325 † 1377                                       | Vladislav I                       | 1364–1377 (13 év)                         | Miklós Sándor fia.                                                                                       |
|        | Basarab-ház     | I. Radu * 1330 † 1383                                         | Radu I                            | 1377–1383 (6 év)                          | I. László fivére.                                                                                        |
| –      | Basarab-ház     | I. Dan * 1354 † 1386. szeptember 23.                          | Dan I                             | 1383–1386 ???? IX. 23. (3 év)             | I. Radu fia.                                                                                             |
|        | Basarab-ház     | I. Öreg Mircea * 1358 † 1418. január 31.                      | Mircea cel Bătrân                 | 1386–1394 IX. XI. (8 év 2 hónap)          | I. Radu fia.                                                                                             |
| –      | Basarab-ház     | I. Bitorló Vlad † 1397 után                                   | Vlad I Uzurpatorul                | 1394–1397 XI. I. (2 év 2 hónap)           | I. Dan fia.                                                                                              |
|        | Basarab-ház     | I. Öreg Mircea (2x)                                           | Mircea cel Bătrân                 | 1397–1418 I. I. 31. (21 év)               | Második uralkodása.                                                                                      |
|        | Basarab-ház     | I. Mihály † 1420. augusztus 15.                               | Mihail I                          | 1418–1420 I. VIII. 15. (2 év 7 hónap)     | I. Mircea fia.                                                                                           |
|        | Basarab-ház     | II. Dan † 1432. június 1.                                     | Dan al II-lea                     | 1420–1421 VIII. V. (9 hónap)              | I. Dan fia.                                                                                              |
|        | Basarab-ház     | II. Kopasz Radu † 1427 tavasza                                | Radu Praznaglava                  | 1421 V. XI. (6 hónap)                     | I. Mircea fia.                                                                                           |
|        | Basarab-ház     | II. Dan (2x)                                                  | Dan al II-lea                     | 1421–1423 XI. nyara (1 és fél év)         | Második trónra lépése.                                                                                   |
|        | Basarab-ház     | II. Kopasz Radu (2x)                                          | Radu Praznaglava                  | 1423 nyara (pár hónap)                    | Második trónra lépése.                                                                                   |
|        | Basarab-ház     | II. Dan (3x)                                                  | Dan al II-lea                     | 1423–1424 nyara ősze (1 év pár hónap)     | Harmadik trónra lépése.                                                                                  |
|        | Basarab-ház     | II. Kopasz Radu (3x)                                          | Radu Praznaglava                  | 1424 ősze (pár hónap)                     | Harmadik trónra lépése.                                                                                  |
|        | Basarab-ház     | II. Dan (4x)                                                  | Dan al II-lea                     | 1424–1427 ősze I. (2 év pár hónap)        | Negyedik trónra lépése.                                                                                  |
|        | Basarab-ház     | II. Kopasz Radu (4x)                                          | Radu Praznaglava                  | 1427 I. tavasza (pár hónap)               | Negyedik trónra lépése.                                                                                  |
|        | Basarab-ház     | II. Dan (5x)                                                  | Dan al II-lea                     | 1427–1431 tavasza III. (kb. 4 év)         | Ötödik trónra lépése.                                                                                    |
| –      | Basarab-ház     | I. Sándor * 1397 † 1436 decembere                             | Alexandru I Aldea                 | 1431–1436 III. XII. (5 év 9 hónap)        | I. Mircea törvénytelen fia.                                                                              |
|        | Basarab-ház     | II. Sárkány Vlad * 1393/1397 † 1447. december 7.              | Vlad Dracul                       | 1436–1442 XII. ősze (5 év több hónap)     | I. Mircea fia                                                                                            |
| –      | Basarab-ház     | II. Mircea * 1422 † 1446. december 12.                        | Mircea al II-lea                  | 1442 ősze XII. (pár hónap)                | II. Vlad fia.                                                                                            |
| –      | Basarab-ház     | II. Basarab † 1458 k.                                         | Basarab al II-lea                 | 1442–1443 XII. III. (3 hónap)             | II. Dan fia.                                                                                             |
|        | Basarab-ház     | II. Sárkány Vlad (2x)                                         | Vlad Dracul                       | 1443–1447 tavasza XII. 7. (4 és fél év)   | Második trónra lépése.                                                                                   |
|        | Basarab-ház     | II. László † 1456. augusztus 20.                              | Vladislav al II-lea               | 1447–1448 XII. X. (10 hónap)              | II. Basarab fivére fia. Első trónra lépése.                                                              |
|        | Basarab-ház     | III. Karóbahúzó Vlad * 1431. november 8. † 1476. december 14. | Vlad Țepeș                        | 1448 X. XI. (1 hónap)                     | II. Vlad fia.                                                                                            |
|        | Basarab-ház     | II. László (2x)                                               | Vladislav al II-lea               | 1448–1456 XII. IV. 15. (7 év 4 hónap)     | Második trónra lépése.                                                                                   |
|        | Basarab-ház     | III. Karóbahúzó Vlad (2x)                                     | Vlad Țepeș                        | 1456–1462 VII. VIII. (6 év 1 hónap)       | Második trónra lépése.                                                                                   |
|        | Basarab-ház     | III. Szép Radu * 1437/1439 † 1475 januárja                    | Radu cel Frumos                   | 1462–1473 XII. XI. (10 év 11 hónap)       | II. Vlad fia.                                                                                            |
|        | Basarab-ház     | III. Öreg Basarab † 1480 decembere                            | Basarab Laiotă                    | 1473 XI. 24. XII. (1 hónap)               | II. Dan fia.                                                                                             |
|        | Basarab-ház     | III. Szép Radu (2x)                                           | Radu cel Frumos                   | 1473–1474 XII. 23. III. (3 hónap)         | Második uralkodása.                                                                                      |
|        | Basarab-ház     | III. Öreg Basarab (2x)                                        | Basarab Laiotă                    | 1474 tavasza (pár hónap)                  | Második trónra lépése.                                                                                   |
|        | Basarab-ház     | III. Szép Radu (3x)                                           | Radu cel Frumos                   | 1474 tavasza IX. (fél év)                 | Harmadik uralkodása.                                                                                     |
|        | Basarab-ház     | III. Öreg Basarab (3x)                                        | Basarab Laiotă                    | 1474 IX. X. (1 hónap)                     | Harmadik trónra lépése.                                                                                  |
|        | Basarab-ház     | III. Szép Radu (4x)                                           | Radu cel Frumos                   | 1474–1475 X. I. (3 hónap)                 | Negyedik uralkodása.                                                                                     |
|        | Basarab-ház     | III. Öreg Basarab (4x)                                        | Basarab Laiotă                    | 1475–1476 I. XI. 8. (1 év 10 hónap)       | Negyedik trónra lépése.                                                                                  |
|        | Basarab-ház     | III. Karóbahúzó Vlad (3x)                                     | Vlad Țepeș                        | 1476 XI. 8. XII. 14. (1 hónap)            | Harmadik trónra lépése.                                                                                  |
|        | Basarab-ház     | III. Öreg Basarab (5x)                                        | Basarab Laiotă                    | 1476–1477 XII. XI. (11 hónap)             | Ötödik trónra lépése.                                                                                    |
| –      | Basarab-ház     | IV. Kiskarós Basarab † 1482. március 23.                      | Basarab cel Tânăr Țepeluș         | 1477–1481 XI. VIII. (3 év 9 hónap)        | II. Basarab fia.                                                                                         |
| –      | Basarab-ház     | III. Mircea * 1463 k. † 1482?                                 | Mircea al III-lea                 | 1481 VIII. IX. (1 hónap)                  | III. Vlad fia.                                                                                           |
|        | Basarab-ház     | IV. Szerzetes Vlad * 1425 k. † 1495 szeptembere               | Vlad Călugărul                    | 1481 IX. XI. (2 hónap)                    | II. Vlad törvénytelen fia.                                                                               |
| –      | Basarab-ház     | IV. Kiskarós Basarab (2x)                                     | Basarab cel Tânăr Țepeluș         | 1481–1482 XI. III. 23. (4 hónap)          | Második trónra lépése.                                                                                   |
|        | Basarab-ház     | IV. Szerzetes Vlad (2x)                                       | Vlad Călugărul                    | 1482–1495 IV. IX. (13 év 5 hónap)         | Második trónra lépése.                                                                                   |
|        | Basarab-ház     | IV. Nagy Radu * 1467 † 1508. április 23.                      | Radu cel Mare                     | 1495–1508 IX. III. 23. (12 év 7 hónap)    | IV. Vlad fia.                                                                                            |
|        | Basarab-ház     | I. Rossztévő Mihnea * 1462 † 1510. március 12.                | Mihnea cel Rău                    | 1508–1509 IV. X. (1 év 6 hónap)           | III. Vlad fia.                                                                                           |
| –      | Basarab-ház     | IV. Mircea Miklós † 1534 után                                 | Mircea IV Miloș                   | 1509–1510 X. I. (3 hónap)                 | I. Mihnea fia.                                                                                           |
| –      | Basarab-ház     | V. Ifjú Vlad vagy Vlăduț * 1488 † 1512. január 23.            | Vlad V cel Tânăr                  | 1510–1512 II. I. 23. (1 év 11 hónap)      | IV. Vlad fia.                                                                                            |
|        | Basarab-ház (?) | V. Basarab * 1459 † 1521. szeptember 15.                      | Neagoe Basarab V                  | 1512–1521 I. IX. 15. (9 év 8 hónap)       | Valószínűleg egy gazdag bojár gyermeke, de saját állítása szerint IV. Basarab törvénytelen fia.          |
| –      | Basarab-ház     | Teodosie † 1522. január 22.                                   | Teodosie                          | 1521 IX. (1 hónap)                        | V. Basarab fia.                                                                                          |
| –      | Basarab-ház     | VI. Vlad † 1522 januárja                                      | Vlad al VI-lea Dragomir Călugărul | 1521 X. (1 hónap)                         | V. Vlad fia.                                                                                             |
| –      | Basarab-ház     | Teodosie (2x)                                                 | Teodosie                          | 1521–1522 X. I. (3 hónap)                 | Második trónra lépése.                                                                                   |
|        | Basarab-ház     | V. Radu † 1529. január 2.                                     | Radu de la Afumați                | 1522–1523 I. IV. (1 év 3 hónap)           | IV. Radu fia. Megszakításokkal. (Török uralom.)                                                          |
| –      | Basarab-ház     | III. László † 1525 után                                       | Vladislav III                     | 1523 IV. XI. (7 hónap)                    | II. László fiúági unokája.                                                                               |
| –      | Basarab-ház     | VI. Radu † 1524. január 19.                                   | Radu VI Bădica                    | 1523–1524 XI. 8. I. 19. (2 hónap)         | IV. Radu törvénytelen fia.                                                                               |
|        | Basarab-ház     | V. Radu (2x)                                                  | Radu de la Afumați                | 1524 I. VI. 16. (5 hónap)                 | Második trónra lépése.                                                                                   |
| –      | Basarab-ház     | III. László (2x)                                              | Vladislav III                     | 1524 VI. IX. (3 hónap)                    | Második trónra lépése.                                                                                   |
|        | Basarab-ház     | V. Radu (2x)                                                  | Radu de la Afumați                | 1524–1525 IX. IV. 19. (7 hónap)           | Harmadik trónra lépése.                                                                                  |
| –      | Basarab-ház     | III. László (3x)                                              | Vladislav III                     | 1525 IV. 19. VIII. 18. (~4 hónap)         | Harmadik trónra lépése.                                                                                  |
|        | Basarab-ház     | V. Radu (4x)                                                  | Radu de la Afumați                | 1525–1529 VIII. 18. I. 2. (3 év 4 hónap)  | Negyedik trónra lépése.                                                                                  |
| –      | Basarab-ház     | VI. Basarab † 1529                                            | Basarab VI                        | 1529 I. II. (1 hónap)                     | I. Mihály leszármazottja.                                                                                |
| –      | Basarab-ház     | Mózes † 1530. augusztus 29.                                   | Moise                             | 1529–1530 III. VI. (1 év 3 hónap)         | III. László fia.                                                                                         |
| –      | Basarab-ház     | VII. Fulladt Vlad * 1508 † 1532. szeptember 18.               | Vlad VII Înecatul                 | 1530–1532 VI. IX. 18. (2 év 3 hónap)      | V. Vlad fia.                                                                                             |
|        | Basarab-ház     | VIII. Slatinai Vlad † 1535. június 10.                        | Vlad VIII Vintilă de la Slatina   | 1532–1534 IX. (2 év)                      | IV. Radu fia.                                                                                            |
|        | Basarab-ház     | VII. Radu † 1545 után                                         | Radu VII Paisie                   | 1534 IX. XI. (2 hónap)                    | IV. Radu fia.                                                                                            |
|        | Basarab-ház     | VIII. Slatinai Vlad (2x)                                      | Vlad VIII Vintilă de la Slatina   | 1534–1535 XI. VI. 10. (7 hónap)           | Második uralkodása.                                                                                      |
|        | Basarab-ház     | VII. Radu (2x)                                                | Radu VII Paisie                   | 1535–1545 VI. 10. II. (9 év 8 hónap)      | Második uralkodása.                                                                                      |
|        | Basarab-ház     | V. Pásztor Mircea † 1559. szeptember 25.                      | Mircea V Ciobanul                 | 1545–1552 II. november 16. (7 év 7 hónap) | IV. Radu fia.                                                                                            |
| –      | Basarab-ház     | VIII. Gulyás Radu † 1558. július 28.                          | Radu VIII Ilias Haidăul           | 1552–1553 XI. 16. V. 11. (~6 hónap)       | V. Radu unokája.                                                                                         |
|        | Basarab-ház     | V. Pásztor Mircea (2x)                                        | Mircea V Ciobanul                 | 1553–1554 V. 11. II. 28. (9 hónap)        | Második uralkodása.                                                                                      |
| –      | Basarab-ház     | Gyermek Petraskó † 1557. december 24.                         | Pătrașcu cel Bun                  | 1554–1557 III. XII. 24. (3 év 9 hónap)    | VII. Radu törvénytelen fia.                                                                              |
|        | Basarab-ház     | V. Pásztor Mircea (3x)                                        | Mircea V Ciobanul                 | 1558–1559 I. IX. 25. (1 év 8 hónap)       | Harmadik uralkodása.                                                                                     |
|        | Basarab-ház     | I. Ifjabb Péter * 1546 † 1569. augusztus 19.                  | Petru I cel Tânăr                 | 1559–1568 IX. 25. VI. 8. (8 év 9 hónap)   | V. Mircea fia.                                                                                           |
|        | Basarab-ház     | II. Sándor Mircea * 1529. március 3. † 1577. szeptember 11.   | Alexandru II Mircea               | 1568–1574 VI. 14. IV. 14. (5 év 10 hónap) | IV. Mircea fia.                                                                                          |
| –      | Basarab-ház     | Vintilă † 1574                                                | Vintilă                           | 1574 IV. 21. V. 3. (22 nap)               | Petraskó fia.                                                                                            |
|        | Basarab-ház     | II. Sándor Mircea (2x)                                        | Alexandru II Mircea               | 1574–1577 V. 4. IX. 27. (3 év 4 hónap)    | Második trónra lépése.                                                                                   |
|        | Basarab-ház     | II. Török Mihnea * 1564 júliusa † 1601 októbere               | Mihnea II Turcitul                | 1577–1583 IX. 28. VII. (5 év 10 hónap)    | II. Sándor fia.                                                                                          |
|        | Basarab-ház     | II. Fülbevalós Péter † 1590 márciusa/áprilisa                 | Petru II Cercel                   | 1583–1585 VI. IV. 6. (1 év 10 hónap)      | Petraskó törvénytelen fia.                                                                               |
|        | Basarab-ház     | II. Török Mihnea (2x)                                         | Mihnea II Turcitul                | 1585–1591 IV. 6. V. 19. (6 év 1 hónap)    | Második trónra lépése.                                                                                   |
| –      | Mușat-ház       | I. Süket István † 1595. február 2.                            | Ștefan I Surdul                   | 1591–1592 V. VII. (1 év 2 hónap)          | III. János moldvai fejedelem törvénytelen fia.                                                           |
| –      | Mușat-ház       | III. Rossztévő Sándor M: V. Sándor † 1597. március 20.        | Alexandru III cel Rău             | 1592–1593 VII. IX. 8. (1 év 2 hónap)      | IV. Bogdán moldvai fejedelem fia.                                                                        |
|        | Basarab-ház (?) | II. Vitéz Mihály M: I. Mihály * 1558 † 1601. augusztus 19.    | Michel II Viteazul                | 1593–1600 IX. XI. 30. (7 év 2 hónap)      | Lehetséges, hogy Petraskó törvénytelen, utószülött fia.                                                  |
| –      | Basarab-ház (?) | Miklós Petraskó * 1584. július 9. † 1627. szeptember 7.       | Nicolae Pătrașcu                  | 1599–1600 XI. 24. IX. 12. (9 hónap)       | II. Mihály fia. Társfejedelem.                                                                           |

## Török uralom alatti Havasalföld (1600–1862)
Vitéz Mihály halálával – Moldvához hasonlóan – török vazallus állam vált Havasalföldből, fejedelmei a török jóváhagyásával uralkodtak. Néhány önállósodási törekvéstől eltekintve ezzel telt a XVII. század. A XVIII. század elejétől (1715–1821) a fanariótáknak nevezett rétegből (Konstantinápoly Fanar negyedében élő görög, albán, örmény (!) kereskedők, akik magas összegért mintegy "bérbe vették" néhány évre a fejedelemségeket) kikerülők lettek fejedelmekké, és még nagyobb elnyomás nehezedett az országra. A XIX. század eleji európai forradalmi hullámok elérték Havasalföldet is. A sorozatos felkelések következtében a török uralom enyhült, véget ért a fanarióták kora. De Havasalföld (és Moldva) az 1862-es egyesülésig bizonyos szinten mégis a török birodalom része maradt.

### 1600–1700
| Portré | Uralkodóház     | Uralkodó                                                       | Román név              | Uralkodott | Megjegyzés                                                                                               |
| ------ | --------------- | -------------------------------------------------------------- | ---------------------- | ---------- | --- |
|        | Movilești-ház   | Simeon M: Simeon † 1607. szeptember 14.                        | Simion Movilă          | 1600–1601  | Jeremiás moldvai fejedelem (†1606) testvére. Első uralkodása.                                            |
|        | Craiovescu-ház  | IX. Radu Șerban † 1620. március 23.                            | Radu Șerban            | 1601       | V. Basarab (1459–1521)–ha a Craiovescu-házból származott valójában –, távoli rokona. Első trónra lépése. |
|        | Basarab-ház     | X. Radu Mihnea M: Radu Mihnea * 1586 † 1626                    | Radu Mihnea            | 1601–1602  | II. Mihnea fia. Első uralkodása.                                                                         |
|        | Movilești-ház   | Simeon (2x)                                                    | Simion Movilă          | 1602       | Második uralkodása.                                                                                      |
|        | Craiovescu-ház  | IX. Radu Șerban (2x)                                           | Radu Șerban            | 1602–1610  | Második uralkodása..                                                                                     |
|        | Basarab-ház     | X. Radu Mihnea (2x)                                            | Radu Mihnea            | 1611       | Második uralkodása.                                                                                      |
|        | Craiovescu-ház  | IX. Radu Șerban (3x)                                           | Radu Șerban            | 1611       | Harmadik uralkodása.                                                                                     |
|        | Basarab-ház     | X. Radu Mihnea (3x)                                            | Radu Mihnea            | 1611–1616  | Harmadik uralkodása.                                                                                     |
| –      | Movilești-ház   | Gábor † 1635 decembere                                         | Gavril Movilă          | 1616       | Simeon fia. Első trónra lépése.                                                                          |
|        | Mușat-ház       | IV. Sándor Illés M: VI. Sándor Illés † 1666                    | Alexandru Iliaș        | 1616–1618  | IV. Sándor moldvai fejedelem unokája.                                                                    |
| –      | Movilești-ház   | Gábor (2x)                                                     | Gavril Movilă          | 1618–1620  | Második trónra lépése.                                                                                   |
|        | Basarab-ház     | X. Radu Mihnea (4x)                                            | Radu Mihnea            | 1620–1623  | Negyedik uralkodása.                                                                                     |
|        | Basarab-ház     | V. Gyermek Sándor M: VII. Sándor * 1611 † 1632. június 26.     | Alexandru Coconul      | 1623–1627  | X. Radu Mihnea fia.                                                                                      |
|        | Mușat-ház       | IV. Sándor Illés (2x)                                          | Alexandru Iliaș        | 1627–1629  | Második uralkodása.                                                                                      |
| –      | Tomșa-ház       | Leó † 1632?                                                    | Leon Tomșa             | 1629–1632  | VII. István moldvai fejedelem törvénytelen fia.                                                          |
| –      | Mușat-ház       | XI. Radu Illés † 1632?                                         | Radu Iliaș             | 1632       | IV. Sándor Illés fia.                                                                                    |
|        | Craiovescu-ház  | I. Máté * 1588 † 1654. április 9.                              | Matei Basarab          | 1632–1654  | IX. Radu Șerban távoli rokona.                                                                           |
|        | Craiovescu-ház  | I. Konstantin Șerban M: II. Konstantin Șerban † 1682           | Constantin Șerban      | 1654–1658  | IX. Radu Șerban törvénytelen fia.                                                                        |
|        | Basarab-ház     | III. Mihnea † 1660. április 6.                                 | Mihnea al III-lea Radu | 1658–1659  | X. Radu Mihnea fia.                                                                                      |
|        | Ghica-ház       | I. György M: II. György * 1600. március 3. † 1664. november 2. | Gheorghe Ghica         | 1659–1660  | |
|        | Craiovescu-ház  | I. Konstantin Șerban (2x)                                      | Constantin Șerban      | 1660       | Második uralkodása.                                                                                      |
|        | Ghica-ház       | I. György (2x)                                                 | Gheorghe Ghica         | 1660       | Második uralkodása.                                                                                      |
|        | Ghica-ház       | I. Gergely * 1623/1628 † 1674                                  | Grigore I Ghica        | 1660–1664  | I. György fia. Első trónra lépése.                                                                       |
|        | Tomșa-ház       | XII. Radu Leó † 1669 után                                      | Radu Leon              | 1664–1669  | Leó fia.                                                                                                 |
| –      | Popești-ház     | Antal † 1672 után                                              | Antonie din Popești    | 1669–1672  | |
|        | Ghica-ház       | I. Gergely (2x)                                                | Grigore I Ghica        | 1672–1673  | Második trónra lépése.                                                                                   |
|        | Duca-ház        | II. György M: III. György * 1620 k. † 1685. március 31.        | Gheorghe Duca          | 1673–1678  | |
|        | Cantacuzino-ház | Șerban * 1634 † 1688. október 28.                              | Șerban Cantacuzino     | 1678–1688  | I. Demeter moldvai fejedelem (1620–1685) másodunokatestvére és IX. Radu Șerban leányági unokája.         |
|        | Brâncoveanu-ház | II. Konstantin * 1654 † 1714. augusztus 15.                    | Constantin Brâncoveanu | 1688–1714  | VI. Basarab Máté unokatestvérének a dédunokája.                                                          |

### 1700–1800
| Portré | Uralkodóház     | Uralkodó                                                                  | Román név                | Uralkodott  | Megjegyzés                                          |
| ------ | --------------- | ------------------------------------------------------------------------- | ------------------------ | ----------- | --------------------------------------------------- |
|        | Cantacuzino-ház | II. István * 1675 † 1716. június 7.                                       | Ștefan Cantacuzino       | 1714–1716   | Șerban unokaöccse.                                  |
|        | Mavrocordat-ház | II. Miklós M: I. Miklós * 1680. május 3. † 1730. szeptember 3.            | Nicolae Mavrocordat      | 1715–1716   |                                                     |
|        | Mavrocordat-ház | I. János * 1684. július 23. † 1719. november 23.                          | Ioan Mavrocordat         | 1716–1719   | I. Miklós fivére.                                   |
|        | Mavrocordat-ház | II. Miklós (2x)                                                           | Nicolae Mavrocordat      | 1719–1730   | Második trónra lépése.                              |
|        | Mavrocordat-ház | III. Konstantin M: V. Konstantin * 1711. február 27. † 1769. november 23. | Constantin Mavrocordat   | 1730        | II. Miklós fia.                                     |
|        | Racoviță-ház    | III. Mihály M: III. Mihály * 1660 † 1744 júliusa                          | Mihai Racoviță           | 1731        |                                                     |
|        | Mavrocordat-ház | III. Konstantin (2x)                                                      | Constantin Mavrocordat   | 1731–1733   | Második trónra lépése.                              |
|        | Ghica-ház       | II. Gergely M: I. Gergely * 1690 † 1752. szeptember 3.                    | Grigore Ghica al II-lea  | 1733–1735   | I. Gergely unokája.                                 |
|        | Mavrocordat-ház | III. Konstantin (3x)                                                      | Constantin Mavrocordat   | 1735–1741   | Harmadik trónra lépése.                             |
|        | Racoviță-ház    | III. Mihály (2x)                                                          | Mihai Racoviță           | 1741–1744   | Második uralkodása.                                 |
|        | Mavrocordat-ház | III. Konstantin (4x)                                                      | Constantin Mavrocordat   | 1744–1748   | Negyedik trónra lépése.                             |
|        | Ghica-ház       | II. Gergely (2x)                                                          | Grigore Ghica al II-lea  | 1748–1752   | Második uralkodása.                                 |
|        | Ghica-ház       | II. Máté M: Máté * 1728 † 1756. február 19.                               | Matei Ghica              | 1752–1753   | II. Gergely fia.                                    |
| –      | Racoviță-ház    | IV. Konstantin M: VI. Konstantin * 1699 † 1764. január 28.                | Constantin Racoviță      | 1753–1756   | III. Mihály fia.                                    |
|        | Mavrocordat-ház | III. Konstantin (5x)                                                      | Constantin Mavrocordat   | 1756–1758   | Ötödik trónra lépése.                               |
|        | Ghica-ház       | I. Scarlat M: I. Scarlat * 1715 † 1766. december 2.                       | Scarlat Ghica            | 1758–1761   | II. Gergely fia.                                    |
|        | Mavrocordat-ház | III. Konstantin (6x)                                                      | Constantin Mavrocordat   | 1761–1763   | Hatodik trónra lépése.                              |
| –      | Racoviță-ház    | IV. Konstantin (2x)                                                       | Constantin Racoviță      | 1763–1764   | Második trónra lépése.                              |
| –      | Racoviță-ház    | III. István * 1713 † 1782                                                 | Ștefan Racoviță          | 1764–1765   | III. Mihály fia.                                    |
|        | Ghica-ház       | I. Scarlat (2x)                                                           | Scarlat Ghica            | 1765–1766   | Második trónra lépés.                               |
| –      | Ghica-ház       | VI. Sándor † 1768 után                                                    | Alexandru Scarlat Ghica  | 1766–1768   | I. Scarlat fia.                                     |
|        | Ghica-ház       | III. Gergely M: III. Gergely * 1724 † 1777. október 12.                   | Grigore al III-lea Ghica | 1768–1769   | II. Gergely unokaöccse.                             |
| –      | Ruset-ház       | Emánuel Giani M: Emánuel Giani * 1715 † 1794. március 8.                  | Manole Giani Ruset       | 1770–1771   | Antal moldvai fejedelem (1615–1685) leszármazottja. |
|        | Ipsilanti-ház   | VII. Sándor M: X. Sándor * 1726 † 1807. január 13.                        | Alexandru Vodă Ipsilanti | 1774 – 1782 |                                                     |
| –      | Caragea-ház     | III. Miklós * 1737 † 1784                                                 | Nicolae Caragea          | 1782–1783   |                                                     |
| –      | Suțu-ház        | IV. Mihály M: IV. Mihály * 1729/1730 † 1803                               | Mihai Suțu               | 1783–1786   | Első uralkodása.                                    |
|        | Mavrogheni-ház  | IV. Miklós * 1735 † 1790. szeptember 30.                                  | Nicolae Mavrogheni       | 1786–1790   |                                                     |
| –      | Suțu-ház        | IV. Mihály (2x)                                                           | Mihai Suțu               | 1791–1793   | Második uralkodása.                                 |
|        | Moruzi-ház      | VIII. Sándor M: XI. Sándor * 1750 † 1807/1816                             | Alexandru Moruzi         | 1793–1796   | Első trónra lépése.                                 |
|        | Ipsilanti-ház   | VII. Sándor (2x)                                                          | Alexandru Vodă Ipsilanti | 1796–1797   | Második uralkodása                                  |
|        | Hangerli-ház    | V. Konstantin * 1760 k. † 1799. február 18.                               | Constantin Hangerli      | 1797–1799   |                                                     |
|        | Moruzi-ház      | VIII. Sándor (2x)                                                         | Alexandru Moruzi         | 1799–1801   | Második trónra lépése.                              |

### 1800–1862
| Portré | Uralkodóház    | Uralkodó                                                     | Román név               | Uralkodott | Megjegyzés                                                                                     |
| ------ | -------------- | ------------------------------------------------------------ | ----------------------- | ---------- | ---------------------------------------------------------------------------------------------- |
| –      | Suțu-ház       | IV. Mihály (3x)                                              | Mihai Suțu              | 1801–1802  | Harmadik uralkodása.                                                                           |
|        | Ipsilanti-ház  | VI. Konstantin M: VIII. Konstantin * 1760 † 1816. június 24. | Constantin Ipsilanti    | 1802–1806  | VII. Sándor fia. 1806-ban megszakad uralkodása egy rövid időre.                                |
|        | Suțu-ház       | IX. Sándor M: XII. Sándor * 1758 † 1821. január 18./19.      | Alexandru Suțu          | 1806       | IV. Mihály unokaöccse.                                                                         |
|        | Ipsilanti-ház  | VI. Konstantin (2x)                                          | Constantin Ipsilanti    | 1806–1812  |                                                                                                |
|        | Caragea-ház    | II. János György * 1754 † 1844. december 27.                 | Ioan Caragea            | 1812–1818  | III. Miklós másodunokatestvérének a gyermeke.                                                  |
|        | Suțu-ház       | IX. Sándor (2x)                                              | Alexandru Suțu          | 1818–1821  |                                                                                                |
|        |                | Tudor * 1780 körül † 1821. június 7.                         | Tudor Vladimirescu      | 1821       |                                                                                                |
|        | Callimachi-ház | II. Scarlat M: II. Scarlat * 1773 † 1821. december 12.       | Scarlat Callimachi      | 1821       |                                                                                                |
|        | Ghica-ház      | IV. Gergely * 1755. június 30. † 1834. április 29.           | Grigore al IV-lea Ghica | 1822–1828  | III. Gergely unokaöccse.                                                                       |
|        | Ghica-ház      | X. Sándor * 1795. május 1. † 1862 januárja                   | Alexandru D. Ghica      | 1834–1842  | IV. Gergely fivére.                                                                            |
|        | Bibescu-ház    | III. György * 1804 † 1873. június 1.                         | Gheorghe Bibescu        | 1842–1848  |                                                                                                |
|        | Știrbei-ház    | Barbu * 1799 augusztusa † 1869. április 12.                  | Barbu Știrbei           | 1848–1856  | 1853-tól 1854-ig megszakadt uralkodása, ekkor kormányzók irányították az államot.              |
|        | Cuza-ház       | Sándor János * 1820. március 20. † 1873. május 15.           | Alexandru Ioan Cuza     | 1856–1862  | 1862-ben egyesítette uralma alatt Moldvát és Havasalföldet, létrehozva a Román Fejedelemséget. |

## Családfa
- Havasalföldi és moldvai fejedelmek családfája